# الطواف النسائي للاتحاد الدولي لكرة المضرب – 2012 (أكتوبر–ديسمبر)
الطواف النسائي للاتحاد الدولي لكرة المضرب هي نسخة عام 2012 من الجولة الثانية في لعبة كرة المضرب للمحترفات. تنظمها الاتحاد الدولي لكرة المضرب وهي درجة أقل من جولة رابطة محترفات التنس. يتضمن الطواف العالمي لكرة المضرب النسائية برعاية الاتحاد الدولي لكرة المضرب بطولات بجوائز مالية تتراوح من $15،000 إلى $100،000.

## المواسم
| مواسم الطواف العالمي لكرة المضرب النسائية برعاية الاتحاد الدولي لكرة المضرب | مواسم الطواف العالمي لكرة المضرب النسائية برعاية الاتحاد الدولي لكرة المضرب | مواسم الطواف العالمي لكرة المضرب النسائية برعاية الاتحاد الدولي لكرة المضرب | مواسم الطواف العالمي لكرة المضرب النسائية برعاية الاتحاد الدولي لكرة المضرب | مواسم الطواف العالمي لكرة المضرب النسائية برعاية الاتحاد الدولي لكرة المضرب | مواسم الطواف العالمي لكرة المضرب النسائية برعاية الاتحاد الدولي لكرة المضرب | مواسم الطواف العالمي لكرة المضرب النسائية برعاية الاتحاد الدولي لكرة المضرب | مواسم الطواف العالمي لكرة المضرب النسائية برعاية الاتحاد الدولي لكرة المضرب | مواسم الطواف العالمي لكرة المضرب النسائية برعاية الاتحاد الدولي لكرة المضرب | مواسم الطواف العالمي لكرة المضرب النسائية برعاية الاتحاد الدولي لكرة المضرب |
| تسعينيات القرن العشرين                                                      | تسعينيات القرن العشرين                                                      | تسعينيات القرن العشرين                                                      | تسعينيات القرن العشرين                                                      | تسعينيات القرن العشرين                                                      | تسعينيات القرن العشرين                                                      | تسعينيات القرن العشرين                                                      | تسعينيات القرن العشرين                                                      | تسعينيات القرن العشرين                                                      | تسعينيات القرن العشرين                                                      |
| --------------------------------------------------------------------------- | --------------------------------------------------------------------------- | --------------------------------------------------------------------------- | --------------------------------------------------------------------------- | --------------------------------------------------------------------------- | --------------------------------------------------------------------------- | --------------------------------------------------------------------------- | --------------------------------------------------------------------------- | --------------------------------------------------------------------------- | --------------------------------------------------------------------------- |
| 1994                                                                        | 1995                                                                        | 1995                                                                        | 1996                                                                        | 1997                                                                        | 1998                                                                        | 1999                                                                        |                                                                             |                                                                             |                                                                             |
| العقد الأول من القرن 21                                                     |                                                                             |                                                                             |                                                                             |                                                                             |                                                                             |                                                                             |                                                                             |                                                                             |                                                                             |
| 2000                                                                        | 2001                                                                        | 2002                                                                        | 2003                                                                        | 2004                                                                        | 2005                                                                        | 2006                                                                        | 2007                                                                        | 2008 الربع الأول · الربع الثاني · الربع الثالث                              | 2009                                                                        |
| العقد الثاني من القرن 21                                                    |                                                                             |                                                                             |                                                                             |                                                                             |                                                                             |                                                                             |                                                                             |                                                                             |                                                                             |
| 2010 الربع الأول · الربع الثاني · الربع الثالث · الربع الرابع               | 2011 الربع الأول · الربع الثاني · الربع الثالث · الربع الرابع               | 2012 الربع الأول · الربع الثاني · الربع الثالث · الربع الرابع               | 2013 الربع الأول · الربع الثاني · الربع الثالث · الربع الرابع               | 2014 الربع الأول · الربع الثاني · الربع الثالث · الربع الرابع               | 2015 الربع الأول · الربع الثاني · الربع الثالث · الربع الرابع               | 2016 الربع الأول · الربع الثاني · الربع الثالث · الربع الرابع               | 2017 الربع الأول · الربع الثاني · الربع الثالث · الربع الرابع               | 2018 الربع الأول · الربع الثاني · الربع الثالث · الربع الرابع               | 2019 الربع الأول · الربع الثاني · الربع الثالث · الربع الرابع               |
| العقد الثالث من القرن 21                                                    |                                                                             |                                                                             |                                                                             |                                                                             |                                                                             |                                                                             |                                                                             |                                                                             |                                                                             |
| 2020 الربع الأول · الربع الثاني · الربع الثالث · الربع الرابع               | 2021 الربع الأول · الربع الثاني · الربع الثالث · الربع الرابع               | 2022 الربع الأول · الربع الثاني · الربع الثالث · الربع الرابع               | 2023 الربع الأول · الربع الثاني · الربع الثالث · الربع الرابع               | 2024 الربع الأول · الربع الثاني · الربع الثالث · الربع الرابع               | 2025 الربع الأول · الربع الثاني · الربع الثالث · الربع الرابع               |                                                                             |                                                                             |                                                                             |                                                                             |

## المفتاح
| الفئات      | القيمة المالية |
| بطولات W100 | $100,000       |
| بطولات W75  | $75,000        |
| بطولات W50  | $50,000        |
| بطولات W25  | $25,000        |
| بطولات W10  | $10,000        |

## الأشهر

### أكتوبر
| الأسبوع   | البطولة | الفائزات                                                          | الوصيفات                                        | المتأهلات لنصف النهائي                      | المتأهلات لربع النهائي                                                         |
| --------- | --- | ----------------------------------------------------------------- | ----------------------------------------------- | ------------------------------------------- | ------------------------------------------------------------------------------ |
| 1 أكتوبر  | إسبرانس، أستراليا ملعب صلب $25،000 قرعة المباريات الفردية والزوجية نسخة محفوظة 2013-09-28 على موقع واي باك مشين.                | أوليفيا روجوفسكا 6–0، 6–3                                         | أشلي بارتي                                      | ميابي إينو أليز ليم                         | أزرا هاجيتش زوزانا زلوخوفا فيكتوريا لارير لي هوا-تشن                           |
| 1 أكتوبر  | إسبرانس، أستراليا ملعب صلب $25،000 قرعة المباريات الفردية والزوجية نسخة محفوظة 2013-09-28 على موقع واي باك مشين.                | أشلي بارتي سالي بيرز 4–6، 7–6(7–5)، [10–4]                        | فيكتوريا لارير أوليفيا روجوفسكا                 | ميابي إينو أليز ليم                         | أزرا هاجيتش زوزانا زلوخوفا فيكتوريا لارير لي هوا-تشن                           |
| 1 أكتوبر  | غينزفيل، الولايات المتحدة ملعب ترابي $10،000 قرعة المباريات الفردية والزوجية                                                    | ماريا فرناندا ألفاريز تيران 2–6، 6–0، 7–5                         | ماريا فرناندا ألفيس                             | أندي دي فرومي يانا كوروليفا                 | يوكي تاناكا جيمي ليوب ماري أوساكا أناستاسيا خارشينكو                           |
| 1 أكتوبر  | غينزفيل، الولايات المتحدة ملعب ترابي $10،000 قرعة المباريات الفردية والزوجية                                                    | ماريا فرناندا ألفاريز تيران أنجلينا جابويفا 7–6(7–4)، 5–7، [10–7] | كريستي بوكس كيري وونغ                           | أندي دي فرومي يانا كوروليفا                 | يوكي تاناكا جيمي ليوب ماري أوساكا أناستاسيا خارشينكو                           |
| 1 أكتوبر  | أنطاليا، تركيا ملعب ترابي $10،000 قرعة المباريات الفردية والزوجية                                                               | كاترينا فانكوفا 4–6، 6–4، 6–0                                     | إليزافيتا يانشوك                                | ماشا زيك بشكيريتش جوليا ساموسيفا            | لينا-ماري هوفمان كاثرينا لينرت أناييس لاوريندون ديانا بوزين                    |
| 1 أكتوبر  | أنطاليا، تركيا ملعب ترابي $10،000 قرعة المباريات الفردية والزوجية                                                               | إليزافيتا يانشوك سفياتلانا برازينكا 7–6(7–0)، 2–6، [10–7]         | أناييس لاوريندون كاترينا فانكوفا                | ماشا زيك بشكيريتش جوليا ساموسيفا            | لينا-ماري هوفمان كاثرينا لينرت أناييس لاوريندون ديانا بوزين                    |
| 1 أكتوبر  | بدار، الهند ملعب صلب $10،000 قرعة المباريات الفردية والزوجية                                                                    | فنيز تشان 6–2، 6–3                                                | يومي ميازاكي                                    | أنكيتا راينا برارثانا ثومبار                | نيدي تشيلومولا فرنيا وونجتينتشاي كيم جو إيون نونجنادا واناسوك                  |
| 1 أكتوبر  | بدار، الهند ملعب صلب $10،000 قرعة المباريات الفردية والزوجية                                                                    | ألكسندرا كوراشفيلي ريشيكا سانكارا 6–4، 7–5                        | نونجنادا واناسوك تشانج ناننان                   | أنكيتا راينا برارثانا ثومبار                | نيدي تشيلومولا فرنيا وونجتينتشاي كيم جو إيون نونجنادا واناسوك                  |
| 1 أكتوبر  | شرم الشيخ، مصر ملعب صلب $10،000 قرعة المباريات الفردية والزوجية                                                                 | إيفانا جوروفيتش 6–4، 6–2                                          | جاسمن ستاينهر                                   | لو جياجينغ شيرازاد بنامار                   | ليدزيا ماروزافا جانا بيفين نيكوليت فان أوتيرت تينا شيتشتل                      |
| 1 أكتوبر  | شرم الشيخ، مصر ملعب صلب $10،000 قرعة المباريات الفردية والزوجية                                                                 | كيم كلزدونك نيكوليت فان أوتيرت 4–6، 6–4، [10–3]                   | لو جياجينغ لو جياشيانغ                          | لو جياجينغ شيرازاد بنامار                   | ليدزيا ماروزافا جانا بيفين نيكوليت فان أوتيرت تينا شيتشتل                      |
| 1 أكتوبر  | كالاماتا، اليونان ملعب صلب $10،000 قرعة المباريات الفردية والزوجية                                                              | لارا ميشيل 7–6(7–4)، 0–6، 6–0                                     | كاثينكا فون ديكمان                              | فرانشيسكا بالمجيانو ليزان فان ريت           | باولينا زارنيك جوزفين بواليم هوينه فونغ داي ترانغ إيمي بوتل                    |
| 1 أكتوبر  | كالاماتا، اليونان ملعب صلب $10،000 قرعة المباريات الفردية والزوجية                                                              | هوينه فونغ داي ترانغ كيرين شلومو 3–6، 6–2، [12–10]                | ستيفاني ستيمر كاثينكا فون ديكمان                | فرانشيسكا بالمجيانو ليزان فان ريت           | باولينا زارنيك جوزفين بواليم هوينه فونغ داي ترانغ إيمي بوتل                    |
| 1 أكتوبر  | سولن، كرواتيا ملعب ترابي $10،000 قرعة المباريات الفردية والزوجية                                                                | آنا سافيتش 5–7، 6–2، 7–5                                          | برناردا بيرا                                    | أدريانا ليكاج بولونا ريبرساك                | ديا هردجلاش إنجا بريسلان أغنيس بوكٹا شانتال شكاملوفا                           |
| 1 أكتوبر  | سولن، كرواتيا ملعب ترابي $10،000 قرعة المباريات الفردية والزوجية                                                                | لينكا جريكوفا شانتال شكاملوفا 7–5، 6–4                            | دينيسا أليرتوفا ميكاييلا بويف                   | أدريانا ليكاج بولونا ريبرساك                | ديا هردجلاش إنجا بريسلان أغنيس بوكٹا شانتال شكاملوفا                           |
| 8 أكتوبر  | ITF Women's Circuit – Suzhou سوجو (مدينة)، الصين ملعب صلب $100،000 Singles – Doubles                                            | هيش سو وي 2–6، 2–6                                                | دوان ينغينغ                                     | دونا فيكك بينغ شواي                         | سان شنجنان كارولين غارسيا Zhang Shuai تشانغ يوكسوان                            |
| 8 أكتوبر  | ITF Women's Circuit – Suzhou سوجو (مدينة)، الصين ملعب صلب $100،000 Singles – Doubles                                            | تيميا باشينسكي كارولين غارسيا 5–7، 3–6                            | يانغ زاوكسوان تشاو ييجنج                        | دونا فيكك بينغ شواي                         | سان شنجنان كارولين غارسيا Zhang Shuai تشانغ يوكسوان                            |
| 8 أكتوبر  | Open GDF Suez de Touraine جويه ليه تور، فرنسا ملعب صلب (داخلي) $50،000 Singles – Doubles                                        | مونيكا بويغ 6–3، 4–6، 1–6                                         | ماريا جواو كوهلر                                | أن صوفي ميستاتش Alison Riske                | أولغا سافتشوك Yvonne Meusburger أكجول أمانمورادوف مارينا زانيفسكا              |
| 8 أكتوبر  | Open GDF Suez de Touraine جويه ليه تور، فرنسا ملعب صلب (داخلي) $50،000 Singles – Doubles                                        | Séverine Beltrame جولي كوين 5–7، 4–6                              | جوستينا ججيولكا ديانا مارسنكفيتشا               | أن صوفي ميستاتش Alison Riske                | أولغا سافتشوك Yvonne Meusburger أكجول أمانمورادوف مارينا زانيفسكا              |
| 8 أكتوبر  | سانت كوجات، إسبانيا ملعب ترابي $25،000 قرعة المباريات الفردية والزوجية                                                          | ماريا تيريزا تورو فلور 1–6، 4–6                                   | إستريلا كابيزا كانديلا                          | لورا بوس تيو إيفا فرنانديز بروجوز           | يوليا بيجيلزيمير كاثرن ويرلي ألكسندرا كرونتش تيليانا بيريرا                    |
| 8 أكتوبر  | سانت كوجات، إسبانيا ملعب ترابي $25،000 قرعة المباريات الفردية والزوجية                                                          | ليتيسيا كوستاس أرانتشا بارا سانتونجا 6–3، 6–3                     | إينيس فيرير سواريز ريتشل هوجينكامب              | لورا بوس تيو إيفا فرنانديز بروجوز           | يوليا بيجيلزيمير كاثرن ويرلي ألكسندرا كرونتش تيليانا بيريرا                    |
| 8 أكتوبر  | أنطاليا، تركيا ملعب ترابي $10،000 قرعة المباريات الفردية والزوجية                                                               | يوفانا جاكشيتش 6–2، 6–3                                           | لينا-ماري هوفمان                                | إليزافيتا يانتشوك كاترينا فانكوفا           | أناييس لاوريندون ديسبينا باباميتشايل بولينا فينوغرادوفا ديانا بوزيان           |
| 8 أكتوبر  | أنطاليا، تركيا ملعب ترابي $10،000 قرعة المباريات الفردية والزوجية                                                               | أناييس لاوريندون كاترينا فانكوفا 6–2، 6–4                         | ألونا فومينا لينا جورتشيسكا                     | إليزافيتا يانتشوك كاترينا فانكوفا           | أناييس لاوريندون ديسبينا باباميتشايل بولينا فينوغرادوفا ديانا بوزيان           |
| 8 أكتوبر  | تروي، الولايات المتحدة ملعب صلب $25،000 قرعة المباريات الفردية والزوجية                                                         | ستيفاني دوبوا 3–6، 6–4، 6–3                                       | شارون فيشمان                                    | ميشيل لارشر دي بريتو إيدينا جالوفيتس هول    | غريس مين كيارا شول أدريانا بيريز ألريكك إيكري                                  |
| 8 أكتوبر  | تروي، الولايات المتحدة ملعب صلب $25،000 قرعة المباريات الفردية والزوجية                                                         | أنجلينا جابويفا أرينا روديونوفا 6–4، 6–4                          | شارون فيشمان ماري إيف بللوتيه                   | ميشيل لارشر دي بريتو إيدينا جالوفيتس هول    | غريس مين كيارا شول أدريانا بيريز ألريكك إيكري                                  |
| 8 أكتوبر  | مارغريت ريفر، أستراليا ملعب صلب $25،000 قرعة المباريات الفردية والزوجية نسخة محفوظة 2012-12-25 على موقع واي باك مشين.           | فيكتوريا لارير 6–3، 6–3                                           | أوليفيا روجوفسكا                                | ميابي إينوي يوكا هيغوتشي                    | تامي باترسون ساتشي إيشيزو جيسيكا مور نيشا ليرتبيتاكسينتشاي                     |
| 8 أكتوبر  | مارغريت ريفر، أستراليا ملعب صلب $25،000 قرعة المباريات الفردية والزوجية نسخة محفوظة 2012-12-25 على موقع واي باك مشين.           | ميابي إينوي ماي مينوكوشي 6–7(8–10)، 7–6(7–3)، [14–12]             | نيشا ليرتبيتاكسينتشاي بينجتارن بليبويتش         | ميابي إينوي يوكا هيغوتشي                    | تامي باترسون ساتشي إيشيزو جيسيكا مور نيشا ليرتبيتاكسينتشاي                     |
| 8 أكتوبر  | ساو باولو، البرازيل ملعب ترابي $10،000 قرعة المباريات الفردية والزوجية                                                          | فرناندا بريتو 1–6، 6–2، 6–4                                       | كارولينا زيبالوس                                | آنا-كلارا دوارتي لورا بيجوسي                | ناتالي كوراتا ناتاليا روسي مونتسيرات غونزاليس دايانا نيجرانو                   |
| 8 أكتوبر  | ساو باولو، البرازيل ملعب ترابي $10،000 قرعة المباريات الفردية والزوجية                                                          | فرناندا بريتو غوادالوبي بيريز روجاس 4–6، 6–2، [10–5]              | فلافيا ديشاندت أراوجو كارولينا زيبالوس          | آنا-كلارا دوارتي لورا بيجوسي                | ناتالي كوراتا ناتاليا روسي مونتسيرات غونزاليس دايانا نيجرانو                   |
| 8 أكتوبر  | سراييفو، البوسنة والهرسك ملعب ترابي $15،000 قرعة المباريات الفردية والزوجية                                                     | فيكتوريا كان 4–6، 6–4، 5–2، retired                               | ديناه بفيزينماير                                | مارتينا كوبيشيكوفا أغنيس بوكتا              | تياشا شريمبف ميلانا شريمو باربورا كرجتشيكوفا آنه شيفر                          |
| 8 أكتوبر  | سراييفو، البوسنة والهرسك ملعب ترابي $15،000 قرعة المباريات الفردية والزوجية                                                     | باربورا كرجتشيكوفا تيريزا ماليكوفا 6–3، 6–2                       | أنجيليكا موراتيلي ميلانا شريمو                  | مارتينا كوبيشيكوفا أغنيس بوكتا              | تياشا شريمبف ميلانا شريمو باربورا كرجتشيكوفا آنه شيفر                          |
| 8 أكتوبر  | مدينة مكسيكو، المكسيك ملعب صلب $10،000 قرعة المباريات الفردية والزوجية                                                          | مارسيلا زكرياس 6–4، 6–2                                           | Victoria Rodríguez                              | زيمينا هيرموسو فيديريكا جراسياسو            | تانيا ساموديلاك أشلي مردوك ستيفاني كنت كاتي روكيرت                             |
| 8 أكتوبر  | مدينة مكسيكو، المكسيك ملعب صلب $10،000 قرعة المباريات الفردية والزوجية                                                          | زيمينا هيرموسو مارسيلا زكرياس 6–3، 7–5                            | نيكا كوكارشوك جيسيكا لورانس                     | زيمينا هيرموسو فيديريكا جراسياسو            | تانيا ساموديلاك أشلي مردوك ستيفاني كنت كاتي روكيرت                             |
| 8 أكتوبر  | ميتيليني، اليونان ملعب صلب $10،000 قرعة المباريات الفردية والزوجية                                                              | ديبوبينا فوغاساري 6–1، 2–6، 6–4                                   | سيلفيا زاغورسكا                                 | جوليا ستاماتوفا كارولين دانيلز              | بولينا تشارنيك كاثينكا فون ديكمان ليسان فان ريت نيكول كليريكو                  |
| 8 أكتوبر  | ميتيليني، اليونان ملعب صلب $10،000 قرعة المباريات الفردية والزوجية                                                              | مانو أركانجيولي ليتيسيا سارازين 6–4، 6–3                          | ستيفاني ستيمر كاثينكا فون ديكمان                | جوليا ستاماتوفا كارولين دانيلز              | بولينا تشارنيك كاثينكا فون ديكمان ليسان فان ريت نيكول كليريكو                  |
| 15 أكتوبر | Open GDF Suez Région Limousin ليموج، فرنسا ملعب صلب (indoor) $50،000 فردي – زوجي                                                | كلير فويرشتاين 7–5، 6–3                                           | مارينا زانيفسكا                                 | مارتا دوماتشوسكا ستيفاني فوجيلي             | أليسون ريسك زوزانا لوكناروفا كيميكو داتي-كروم أنجيليك فان دير ميت              |
| 15 أكتوبر | Open GDF Suez Région Limousin ليموج، فرنسا ملعب صلب (indoor) $50،000 فردي – زوجي                                                | ماجدا لينيت ساندرا زانيوسكا 6–1، 5–7، [10–5]                      | إيرينا بافلوفيتش ستيفاني فوجيلي                 | مارتا دوماتشوسكا ستيفاني فوجيلي             | أليسون ريسك زوزانا لوكناروفا كيميكو داتي-كروم أنجيليك فان دير ميت              |
| 15 أكتوبر | غلاسكو، المملكة المتحدة ملعب صلب (indoor) $25،000 قرعة المباريات الفردية والزوجية نسخة محفوظة 2014-03-26 على موقع واي باك مشين. | سامانثا موراي 6–3، 2–6، 6–3                                       | أليسون فان يوتفانخ                              | آنا فرلجيتش ديانا مارسنكفيتشا               | باتريسيا ماير أخلايتنر إيمي بوتل تارا مور ستيفاني فوجت                         |
| 15 أكتوبر | غلاسكو، المملكة المتحدة ملعب صلب (indoor) $25،000 قرعة المباريات الفردية والزوجية نسخة محفوظة 2014-03-26 على موقع واي باك مشين. | جوستينا ججيولكا ديانا مارسنكفيتشا 6–2، 6–1                        | نيكول كليريكو آنا زيا                           | آنا فرلجيتش ديانا مارسنكفيتشا               | باتريسيا ماير أخلايتنر إيمي بوتل تارا مور ستيفاني فوجت                         |
| 15 أكتوبر | إشبيلية، إسبانيا ملعب ترابي $25،000 قرعة المباريات الفردية والزوجية نسخة محفوظة 2012-12-23 على موقع واي باك مشين.               | تيليانا بيريرا 4–6، 7–6(7–3)، 7–6(7–5)                            | إستريلا كابيزا كانديلا                          | كاتالينا بيلا يوليا بيجيلزيمير              | أندريا غاميز ألكسندرا كرونتش لورا بوس تيو ريتشل هوجينكامب                      |
| 15 أكتوبر | إشبيلية، إسبانيا ملعب ترابي $25،000 قرعة المباريات الفردية والزوجية نسخة محفوظة 2012-12-23 على موقع واي باك مشين.               | بولا كانيا كاتارزينا بيتر 5–7، 6–4، [10–6]                        | ألكساندرينا نايدينوفا تيليانا بيريرا            | كاتالينا بيلا يوليا بيجيلزيمير              | أندريا غاميز ألكسندرا كرونتش لورا بوس تيو ريتشل هوجينكامب                      |
| 15 أكتوبر | لاغوس، نيجيريا ملعب صلب $25،000 قرعة المباريات الفردية والزوجية نسخة محفوظة 2012-10-21 على موقع واي باك مشين.                   | كريستينا دينو 7–5، 4–6، 6–4                                       | شانيل سيموندز                                   | نينا براتشيكوفا كوني بيرين                  | زارا رازافيمهاتراترا فاليريا باتيوك ألكسندرا رومانوفا لو جياجينغ               |
| 15 أكتوبر | لاغوس، نيجيريا ملعب صلب $25،000 قرعة المباريات الفردية والزوجية نسخة محفوظة 2012-10-21 على موقع واي باك مشين.                   | كوني بيرين شانيل سيموندز 6–1، 6–1                                 | نينا براتشيكوفا مارغريتا لازاريفا               | نينا براتشيكوفا كوني بيرين                  | زارا رازافيمهاتراترا فاليريا باتيوك ألكسندرا رومانوفا لو جياجينغ               |
| 15 أكتوبر | روك هيل، الولايات المتحدة ملعب صلب $25،000 قرعة المباريات الفردية والزوجية                                                      | ريبيكا مارينو 3–6، 7–6(7–5)، 6–2                                  | شارون فيشمان                                    | ستيفاني دوبوا غريس مين                      | ميشيل لارشر دي بريتو كيارا شول ألريكك إيكري إيدينا جالوفيتس هول                |
| 15 أكتوبر | روك هيل، الولايات المتحدة ملعب صلب $25،000 قرعة المباريات الفردية والزوجية                                                      | جاكلين كاكو ناتالي بلوسكوتا 6–2، 6–3                              | تشيه-يو هسو كيارا شول                           | ستيفاني دوبوا غريس مين                      | ميشيل لارشر دي بريتو كيارا شول ألريكك إيكري إيدينا جالوفيتس هول                |
| 15 أكتوبر | ماكينوهارا، اليابان عشبي $25،000 قرعة المباريات الفردية والزوجية نسخة محفوظة 2012-10-21 على موقع واي باك مشين.                  | أليكسا جلاتش 6–3، 6–4                                             | مونيك أدامكزاك                                  | ميهارو إيمنشي كارولين غارسيا                | كوميكو إيجيما جوليا غلوشكو إري هوزمي أندي دي فرومي                             |
| 15 أكتوبر | ماكينوهارا، اليابان عشبي $25،000 قرعة المباريات الفردية والزوجية نسخة محفوظة 2012-10-21 على موقع واي باك مشين.                  | إري هوزمي ميو كاتو 7–6(8–6)، 6–3                                  | مونيك أدامكزاك كارولين غارسيا                   | ميهارو إيمنشي كارولين غارسيا                | كوميكو إيجيما جوليا غلوشكو إري هوزمي أندي دي فرومي                             |
| 15 أكتوبر | أنطاليا، تركيا ملعب ترابي $10،000 قرعة المباريات الفردية والزوجية                                                               | أولغا يانتشوك 6–2، 2–6، 6–3                                       | ديمي شورس                                       | أليس سافوريتّي ناتاليا كوستيتش               | فاليريا ستراكوفا جوليا سوساريلو كارمن لوبيز رويدا باربارا سوبيشكيفيتش          |
| 15 أكتوبر | أنطاليا، تركيا ملعب ترابي $10،000 قرعة المباريات الفردية والزوجية                                                               | ألونا فومينا لينا جورشيسكا 0–6، 4–6                               | أليس ماتيوكسي باربارا سوبيشكيفيتش               | أليس سافوريتّي ناتاليا كوستيتش               | فاليريا ستراكوفا جوليا سوساريلو كارمن لوبيز رويدا باربارا سوبيشكيفيتش          |
| 15 أكتوبر | سانتياغو، تشيلي ملعب ترابي 10٬000 دولار قرعة المباريات الفردية والزوجية                                                         | دانييلا سيغيل 2–6، 5–7، 6–7(4–7)                                  | كارولينا زيبالوس                                | ماكارينا أوليفاريس لوبيز لورا بيجوسي        | صوفيا لوني فرانشيسكا ريسكالداني أرانزا سالو سيسيليا كوستا ميلغار               |
| 15 أكتوبر | سانتياغو، تشيلي ملعب ترابي 10٬000 دولار قرعة المباريات الفردية والزوجية                                                         | أرانزا سالو كارولينا زيبالوس 6–4، 4–6، [8–10]                     | سيسيليا كوستا ميلغار دانييلا سيغيل              | ماكارينا أوليفاريس لوبيز لورا بيجوسي        | صوفيا لوني فرانشيسكا ريسكالداني أرانزا سالو سيسيليا كوستا ميلغار               |
| 15 أكتوبر | Akko، إسرائيل ملعب صلب 10٬000 دولار قرعة المباريات الفردية والزوجية                                                             | ناتاليا كولات 7–6(7–5)، 4–6، 2–6                                  | دينيز خازانيك                                   | أولغا بروزدا نيكولا فرانكوفا                | آني أميراغيان يانا بوتشينا إميليا جادجييفا إلينا-تيودورا كادار                 |
| 15 أكتوبر | Akko، إسرائيل ملعب صلب 10٬000 دولار قرعة المباريات الفردية والزوجية                                                             | أولغا بروزدا ناتاليا كولات 6–2، 6–4                               | نيكولا فرانكوفا إيكاترينا ياشينا                | أولغا بروزدا نيكولا فرانكوفا                | آني أميراغيان يانا بوتشينا إميليا جادجييفا إلينا-تيودورا كادار                 |
| 15 أكتوبر | مدينة مكسيكو، المكسيك ملعب صلب $10،000 قرعة المباريات الفردية والزوجية                                                          | مارسيلا زكرياس 7–5، 6–1                                           | نيكا كوكهارتشوك                                 | فيكتوريا رودريغيز كايسي روبنسون             | زيمينا هيرموسو فيديريكا جرازيوسو جيسيكا لورانس إليزابيث فيريس                  |
| 15 أكتوبر | مدينة مكسيكو، المكسيك ملعب صلب $10،000 قرعة المباريات الفردية والزوجية                                                          | بياتريز ريوس بولا كاتالينا روبليس غارسيا 1–6، 6–2، [10–3]         | كوفادونغا موراداس إنغريد فارغاس كالفو           | فيكتوريا رودريغيز كايسي روبنسون             | زيمينا هيرموسو فيديريكا جرازيوسو جيسيكا لورانس إليزابيث فيريس                  |
| 15 أكتوبر | كاندية، اليونان سجاد $10،000 قرعة المباريات الفردية والزوجية                                                                    | كورينا ياغر 6–1، 6–4                                              | مانو أركانجيولي                                 | سيلفيا زاغورسكا لاتيتييا سارازين            | ماندي واجيميكر لورا شايدر جوزيفين بواليم كارينا إيسايان                        |
| 15 أكتوبر | كاندية، اليونان سجاد $10،000 قرعة المباريات الفردية والزوجية                                                                    | مانو أركانجيولي لاتيتييا سارازين 7–6(7–4)، 6–2                    | فاليريا بودا روسالي فان دير هوك                 | سيلفيا زاغورسكا لاتيتييا سارازين            | ماندي واجيميكر لورا شايدر جوزيفين بواليم كارينا إيسايان                        |
| 15 أكتوبر | دوبروفنيك، كرواتيا ملعب ترابي $10،000 قرعة المباريات الفردية والزوجية                                                           | باربورا كرجتشيكوفا 6–4، 6–1                                       | بولينا ليكينا                                   | لورا إيوانا أندري كارين مورغوشوفا           | فاندا لوكاش تينا لوكاس شانتال شكاملوفا بولونا ريبرشاك                          |
| 15 أكتوبر | دوبروفنيك، كرواتيا ملعب ترابي $10،000 قرعة المباريات الفردية والزوجية                                                           | جوليا بروتسوني كيارا ميندو 6–4، 6–2                               | باربورا كرجتشيكوفا مارتينا كوبيشيكوفا           | لورا إيوانا أندري كارين مورغوشوفا           | فاندا لوكاش تينا لوكاس شانتال شكاملوفا بولونا ريبرشاك                          |
| 22 أكتوبر | Internationaux Féminins de la Vienne بواتييه، فرنسا ملعب صلب (داخلي) $100،000 فردي – زوجي                                       | مونيكا بويغ 7–5، 1–6، 7–5                                         | يلينا فيسنينا                                   | ماغدالينا ريباريكوفا مونيكا نيكوليسكو       | ستيفاني فوجيلي ستيفاني فورتز جاكون يوليا بوتنتسيفا ناستازيا بورنيت             |
| 22 أكتوبر | Internationaux Féminins de la Vienne بواتييه، فرنسا ملعب صلب (داخلي) $100،000 فردي – زوجي                                       | كاتالينا كاستانيو ميرفانا يوجيتش سالكيتش 6–4، 5–7، [10–4]         | ستيفاني فورتز جاكون تاتيانا مالك                | ماغدالينا ريباريكوفا مونيكا نيكوليسكو       | ستيفاني فوجيلي ستيفاني فورتز جاكون يوليا بوتنتسيفا ناستازيا بورنيت             |
| 22 أكتوبر | Büschl Open إسمانينغ، ألمانيا سجادة (داخلي) $75،000+ح فردي – زوجي                                                               | آنيكا بيك 6–3، 7–6(10–8)                                          | إيفا بيرنروفا                                   | كارولينا بلسكوفا كارينا ويثوفت              | إيفون مويسبرغر لسيا تسورينكو أناستازيا روديونوفا إيليني دانيليدو               |
| 22 أكتوبر | Büschl Open إسمانينغ، ألمانيا سجادة (داخلي) $75،000+ح فردي – زوجي                                                               | رومينا أوبراندي أمرا ساديكوفيتش 4–6، 6–3، [10–7]                  | جيل كريبس إيفا هردينوفا                         | كارولينا بلسكوفا كارينا ويثوفت              | إيفون مويسبرغر لسيا تسورينكو أناستازيا روديونوفا إيليني دانيليدو               |
| 22 أكتوبر | National Bank Challenger Saguenay ساغينيه، كندا ملعب صلب (داخلي) $50،000 فردي – زوجي                                            | ماديسون كيز 6–4، 6–2                                              | أوجيني بوشار                                    | ميلاني أودين آلا كودريافتسيفا               | سامانثا موراي شارون فيشمان ساتشيا فيكري نيكول روتمان                           |
| 22 أكتوبر | National Bank Challenger Saguenay ساغينيه، كندا ملعب صلب (داخلي) $50،000 فردي – زوجي                                            | غابرييلا دابروفسكي آلا كودريافتسيفا 6–2، 6–2                      | شارون فيشمان ماري إيف بللوتيه                   | ميلاني أودين آلا كودريافتسيفا               | سامانثا موراي شارون فيشمان ساتشيا فيكري نيكول روتمان                           |
| 22 أكتوبر | لاجوس، نيجيريا ملعب صلب $25،000 قرعة المباريات الفردية والزوجية نسخة محفوظة 2012-10-21 على موقع واي باك مشين.                   | كريستينا دينو 6–3، 6–3                                            | كوني بيرين                                      | نينا براتشيكوفا تادجا ماجريتش               | دليلة ياكوبوفيتش مارجريتا لازاريفا لو جياجينغ شانيل سيموندز                    |
| 22 أكتوبر | لاجوس، نيجيريا ملعب صلب $25،000 قرعة المباريات الفردية والزوجية نسخة محفوظة 2012-10-21 على موقع واي باك مشين.                   | كوني بيرين شانيل سيموندز 6–2، 3–6، [10–7]                         | لو جياجينغ لو جياشيانغ                          | نينا براتشيكوفا تادجا ماجريتش               | دليلة ياكوبوفيتش مارجريتا لازاريفا لو جياجينغ شانيل سيموندز                    |
| 22 أكتوبر | هاماماتسو، اليابان عشبي $25،000 قرعة المباريات الفردية والزوجية نسخة محفوظة 2012-10-21 على موقع واي باك مشين.                   | أليكسا جلاتش 6–2، 6–3                                             | مونيك أدامكزاك                                  | شاكو أوياما كسينيا ليكينا                   | ميسا إجوشي ريكو ساوياناجي إريكا تاكاو إري هوزمي                                |
| 22 أكتوبر | هاماماتسو، اليابان عشبي $25،000 قرعة المباريات الفردية والزوجية نسخة محفوظة 2012-10-21 على موقع واي باك مشين.                   | شاكو أوياما ميكي ميامرا 3–6، 6–4، [10–6]                          | مونيك أدامكزاك أليكسا جلاتش                     | شاكو أوياما كسينيا ليكينا                   | ميسا إجوشي ريكو ساوياناجي إريكا تاكاو إري هوزمي                                |
| 22 أكتوبر | Samsung Securities Cup سول، كوريا الجنوبية ملعب صلب $25،000 الفردي – الزوجي                                                     | إريكا سما 6–1، 7–5                                                | ماي مينوكوشي                                    | تشانغ يوكسوان كيم نا-ري                     | دونا فيكك فنيز تشان هان سونغ هي كانغ سيو-كيونغ                                 |
| 22 أكتوبر | Samsung Securities Cup سول، كوريا الجنوبية ملعب صلب $25،000 الفردي – الزوجي                                                     | نيجينا أبدوريموفا فنيز تشان 6–4، 2–6، [12–10]                     | كيم جي-يونغ يو مي                               | تشانغ يوكسوان كيم نا-ري                     | دونا فيكك فنيز تشان هان سونغ هي كانغ سيو-كيونغ                                 |
| 22 أكتوبر | فلورنس، الولايات المتحدة ملعب صلب $25،000 قرعة المباريات الفردية والزوجية نسخة محفوظة 2012-10-21 على موقع واي باك مشين.         | ماريانا دوكي 4–6، 6–2، 6–1                                        | ستيفاني دوبوا                                   | غريس مين إيدينا جالوفيتس هول                | تايلور تاونسند مايو هيبي تشي يو هسو أكيكو أومائي                               |
| 22 أكتوبر | فلورنس، الولايات المتحدة ملعب صلب $25،000 قرعة المباريات الفردية والزوجية نسخة محفوظة 2012-10-21 على موقع واي باك مشين.         | ألريكك إيكري أكيكو أومائي 6–1، 6–1                                | بروك أوستين هايلي كارتر                         | غريس مين إيدينا جالوفيتس هول                | تايلور تاونسند مايو هيبي تشي يو هسو أكيكو أومائي                               |
| 22 أكتوبر | تايبيه، تايبيه الصينية ملعب صلب $25،000 قرعة المباريات الفردية والزوجية نسخة محفوظة 2012-10-21 على موقع واي باك مشين.           | تشينغ سيساي 6–4، 6–1                                              | زارينا دياز                                     | تشانغ كاي تشن كارولين غارسيا                | نوبون ليرتشيواكارن نودنيدا لوانجنام وو هو-تشينغ يانغ زي                        |
| 22 أكتوبر | تايبيه، تايبيه الصينية ملعب صلب $25،000 قرعة المباريات الفردية والزوجية نسخة محفوظة 2012-10-21 على موقع واي باك مشين.           | تشان تشين وي كارولين غارسيا 4–6، 6–4، [10–6]                      | كاو شاو يوان لي هوا تشين                        | تشانغ كاي تشن كارولين غارسيا                | نوبون ليرتشيواكارن نودنيدا لوانجنام وو هو-تشينغ يانغ زي                        |
| 22 أكتوبر | ستوكهولم، السويد ملعب صلب (داخلي) $10،000 قرعة المباريات الفردية والزوجية                                                       | ساندرا روما 6–2، 6–1                                              | إميلي ويبلي سميث                                | ريبيكا بيترسون هيلدا ميلاندر                | كارينا إيسايان جوليا ساموسيفا جوليا كلاكنبرغ أناستاسيا سايتوفا                 |
| 22 أكتوبر | ستوكهولم، السويد ملعب صلب (داخلي) $10،000 قرعة المباريات الفردية والزوجية                                                       | دونيكا باشوتا يلينا أوستابينكو 7–6(7–4)، 6–1                      | ماريا موخ إيفا بالما                            | ريبيكا بيترسون هيلدا ميلاندر                | كارينا إيسايان جوليا ساموسيفا جوليا كلاكنبرغ أناستاسيا سايتوفا                 |
| 22 أكتوبر | أنطاليا، تركيا ملعب ترابي $10،000 قرعة المباريات الفردية والزوجية                                                               | أولغا يانتشوك 3–6، 6–4، 6–4                                       | ديانا بوزيان                                    | إليزابيتا يانتشوك غانا بوزنكيرينكو          | باربارا سوباشكيفيتش ناتاليا كوستيتش دانييل هارمسن مونيك زور                    |
| 22 أكتوبر | أنطاليا، تركيا ملعب ترابي $10،000 قرعة المباريات الفردية والزوجية                                                               | ألكسندرا داماشين باربارا سوباشكيفيتش 6–1، 3–6، [10–2]             | فيكتوريا ليشكوفا غانا بوزنكيرينكو               | إليزابيتا يانتشوك غانا بوزنكيرينكو          | باربارا سوباشكيفيتش ناتاليا كوستيتش دانييل هارمسن مونيك زور                    |
| 22 أكتوبر | سانتياغو، تشيلي ملعب ترابي $10،000 قرعة المباريات الفردية والزوجية                                                              | سيسيليا كوستا ميلغار 6–4، 6–2                                     | دانييلا سيغيل                                   | صوفيا لوني أرانزا سالو                      | فلافيا ديشاندت أراوجو كاميلا سيلفا ماكارينا أوليفاريس لوبيز غوادالوبي مورينو   |
| 22 أكتوبر | سانتياغو، تشيلي ملعب ترابي $10،000 قرعة المباريات الفردية والزوجية                                                              | سيسيليا كوستا ميلغار دانييلا سيغيل 6–3، 6–4                       | أورنيلا كارون أرانزا سالو                       | صوفيا لوني أرانزا سالو                      | فلافيا ديشاندت أراوجو كاميلا سيلفا ماكارينا أوليفاريس لوبيز غوادالوبي مورينو   |
| 22 أكتوبر | ترارالغون، أستراليا ملعب صلب $25،000 قرعة المباريات الفردية والزوجية نسخة محفوظة 2012-10-21 على موقع واي باك مشين.              | أشلي بارتي 6–2، 6–3                                               | أرينا روديونوفا                                 | جيسيكا مور داريا جافريلوفا                  | سالي بيرز بوجانا بوبوسيك زوزانا زلوشوفا أليز ليم                               |
| 22 أكتوبر | ترارالغون، أستراليا ملعب صلب $25،000 قرعة المباريات الفردية والزوجية نسخة محفوظة 2012-10-21 على موقع واي باك مشين.              | كارا بلاك أرينا روديونوفا 2–6، 7–6(7–4)، [10–8]                   | أشلي بارتي سالي بيرز                            | جيسيكا مور داريا جافريلوفا                  | سالي بيرز بوجانا بوبوسيك زوزانا زلوشوفا أليز ليم                               |
| 22 أكتوبر | لوكي (باراغواي)، باراغواي ملعب ترابي $10،000 قرعة المباريات الفردية والزوجية                                                    | كاميلا جيانجريكو كامبيز 7–5، 6–4                                  | أناميكا بارغافا                                 | كارولينا كوستامانا أندريا بينيتيز           | ماريا فرناندا هيرازو ليبي موما سيلفيا كريواتش ديانا نيجريانو                   |
| 22 أكتوبر | لوكي (باراغواي)، باراغواي ملعب ترابي $10،000 قرعة المباريات الفردية والزوجية                                                    | أناميكا بهارغافا سيلفيا كريواتش 6–4، 6–2                          | أندريا بينيتيز راكيل بيلتشر                     | كارولينا كوستامانا أندريا بينيتيز           | ماريا فرناندا هيرازو ليبي موما سيلفيا كريواتش ديانا نيجريانو                   |
| 22 أكتوبر | دوبروفنيك، كرواتيا ملعب ترابي $10،000 قرعة المباريات الفردية والزوجية                                                           | لورا-إيوانا أندري 3–6، 6–4، 6–2                                   | لينكا جريكوفا                                   | كارين مورغوسوفا صوفيا كوفالتس               | باربورا كرجتشيكوفا زينيا كنول برناردا بيرا تياشا شريمبف                        |
| 22 أكتوبر | دوبروفنيك، كرواتيا ملعب ترابي $10،000 قرعة المباريات الفردية والزوجية                                                           | باربورا كرجتشيكوفا تيريزا ماليكوفا 7–5، 7–6(7–5)                  | لوسيا بوتكوفسكا كريستينا شاكوفيتس               | كارين مورغوسوفا صوفيا كوفالتس               | باربورا كرجتشيكوفا زينيا كنول برناردا بيرا تياشا شريمبف                        |
| 22 أكتوبر | المنستير، تونس ملعب صلب $10،000 قرعة المباريات الفردية والزوجية                                                                 | باشاك إرايدن 6–2، 7–6(7–5)                                        | مارينا شامايكو                                  | ميليس سيزر مارتينا بوريسكا                  | فارفارا فلينك أليس بالدوتشي ديانا إيسيفا ليسان فان ريت                         |
| 22 أكتوبر | المنستير، تونس ملعب صلب $10،000 قرعة المباريات الفردية والزوجية                                                                 | مارتينا بوريسكا أماندين كازو 7–5، 7–5                             | فاليريا بويدا ليسان فان ريت                     | ميليس سيزر مارتينا بوريسكا                  | فارفارا فلينك أليس بالدوتشي ديانا إيسيفا ليسان فان ريت                         |
| 22 أكتوبر | عسقلان، إسرائيل ملعب صلب $10،000 قرعة المباريات الفردية والزوجية                                                                | إلينا-تيودورا كادار 1–6، 6–1، 6–2                                 | إيكاتيرينا تور                                  | آني أميراغيان داريا ميرونوفا                | أناستاسيا فاسيليفا يانا بوتشينا إيكاتيرينا ياشينا كسينيا كيريلوفا              |
| 22 أكتوبر | عسقلان، إسرائيل ملعب صلب $10،000 قرعة المباريات الفردية والزوجية                                                                | أولغا بروزدا ناتاليا كولات 7–6(13–11)، 6–1                        | نيكولا فرانكوفا إيكاتيرينا ياشينا               | آني أميراغيان داريا ميرونوفا                | أناستاسيا فاسيليفا يانا بوتشينا إيكاتيرينا ياشينا كسينيا كيريلوفا              |
| 22 أكتوبر | فيكتوريا، المكسيك ملعب صلب $10،000 قرعة المباريات الفردية والزوجية                                                              | نيكا كوكهارتشوك 7–5، 6–0                                          | Victoria Rodríguez                              | أليخاندرا سيسنيروس يلينا نيمتشين            | جيوفانا ماني فاسيو مارسيلا زكرياس كاميلا كيريمباييفا بلير شانكل                |
| 22 أكتوبر | فيكتوريا، المكسيك ملعب صلب $10،000 قرعة المباريات الفردية والزوجية                                                              | كاميلا فوينتيس بلير شانكل 7–6(7–4)، 6–1                           | أليخاندرا سيسنيروس Victoria Rodríguez           | أليخاندرا سيسنيروس يلينا نيمتشين            | جيوفانا ماني فاسيو مارسيلا زكرياس كاميلا كيريمباييفا بلير شانكل                |
| 22 أكتوبر | برازيليا، البرازيل ملعب ترابي $25،000 قرعة المباريات الفردية والزوجية                                                           | تيميا باشينسكي 7–5، 6–2                                           | رالوكا أولارو                                   | فلورنسيا مولينيرو ألكساندرينا نايدينوفا     | جوليا كوهين ماريا إيروغيين إدواردا بياي ماريا فرناندا ألفاريز تيران            |
| 22 أكتوبر | برازيليا، البرازيل ملعب ترابي $25،000 قرعة المباريات الفردية والزوجية                                                           | إيلينا بوغدان رالوكا أولارو 6–3، 3–6، [10–8]                      | تيميا باشينسكي جوليا كوهين                      | فلورنسيا مولينيرو ألكساندرينا نايدينوفا     | جوليا كوهين ماريا إيروغيين إدواردا بياي ماريا فرناندا ألفاريز تيران            |
| 29 أكتوبر | Aegon GB Pro-Series Barnstaple بارنستابل، المملكة المتحدة ملعب صلب (indoor) $75،000 فردي – زوجي                                 | آنيكا بيك 6–7(1–7)، 6–2، 6–2                                      | إيليني دانيليدو                                 | فيسنا دولونك كونستانس سيبيل                 | ماديسون برينجل مارتا سيروتكينا إيفا بيرنروفا نايومي برودي                      |
| 29 أكتوبر | Aegon GB Pro-Series Barnstaple بارنستابل، المملكة المتحدة ملعب صلب (indoor) $75،000 فردي – زوجي                                 | أكجول أمانمورادوف فيسنا دولونك 6–3، 6–1                           | ديانا مارسنكفيتشا أليكساندرا ساسنوفيتش          | فيسنا دولونك كونستانس سيبيل                 | ماديسون برينجل مارتا سيروتكينا إيفا بيرنروفا نايومي برودي                      |
| 29 أكتوبر | Open GDF Suez Nantes Atlantique نانت، فرنسا ملعب صلب (indoor) $50،000+H فردي – زوجي                                             | مونيكا نيكوليسكو 6–2، 6–3                                         | يوليا بوتنتسيفا                                 | كلير فويرشتاين فيرجيني رازانو               | تاتيانا مالك باولا أورمايتشيا أولغا سافتشوك كارولينا بلسكوفا                   |
| 29 أكتوبر | Open GDF Suez Nantes Atlantique نانت، فرنسا ملعب صلب (indoor) $50،000+H فردي – زوجي                                             | كاتالينا كاستانيو ميرفانا يوجيتش سالكيتش 6–4، 6–4                 | بيترا سيتكوفسكا ريناتا فوراكوفا                 | كلير فويرشتاين فيرجيني رازانو               | تاتيانا مالك باولا أورمايتشيا أولغا سافتشوك كارولينا بلسكوفا                   |
| 29 أكتوبر | John Newcombe Women's Pro Challenge نيو براونفيلز، الولايات المتحدة ملعب صلب $50،000 فردي – زوجي                                | ميلاني أودين 6–1، 6–1                                             | ماريانا دوك                                     | ماديسون كيز ميرجانا لوتشيتش                 | كاميلا جيورجي ألريكك إيكري ميشيل لارشر دي بريتو أجلا توملجانوفيتش              |
| 29 أكتوبر | John Newcombe Women's Pro Challenge نيو براونفيلز، الولايات المتحدة ملعب صلب $50،000 فردي – زوجي                                | يلينا بوفينا ميرجانا لوتشيتش 6–3، 4–6، [10–8]                     | ماريانا دوك أدريانا بيريز                       | ماديسون كيز ميرجانا لوتشيتش                 | كاميلا جيورجي ألريكك إيكري ميشيل لارشر دي بريتو أجلا توملجانوفيتش              |
| 29 أكتوبر | Tevlin Women's Challenger تورونتو، كندا ملعب صلب (داخلي) $50،000 فردي – زوجي                                                    | أوجيني بوشار 6–1، 6–2                                             | شارون فيشمان                                    | ماريا سانشيز جيسيكا بيجلا                   | غابرييلا دابروفسكي ميكايلا أونتشوفا آلا كودريافتسيفا ستيفاني دوبوا             |
| 29 أكتوبر | Tevlin Women's Challenger تورونتو، كندا ملعب صلب (داخلي) $50،000 فردي – زوجي                                                    | غابرييلا دابروفسكي آلا كودريافتسيفا 6–2، 7–6(7–2)                 | أوجيني بوشار جيسيكا بيجلا                       | ماريا سانشيز جيسيكا بيجلا                   | غابرييلا دابروفسكي ميكايلا أونتشوفا آلا كودريافتسيفا ستيفاني دوبوا             |
| 29 أكتوبر | إسطنبول، تركيا ملعب صلب (داخلي) $25،000 قرعة المباريات الفردية والزوجية                                                         | ريتشل هوجينكامب 4–6، 3–6                                          | تشالا بويوكاكاتشاي                              | نيجينا أبدوريموفا تيريزا سميتكوفا           | جوستين أوزجا أمرا ساديكوفيتش آنا فرلجيتش فالنتينا إيفاكنينكو                   |
| 29 أكتوبر | إسطنبول، تركيا ملعب صلب (داخلي) $25،000 قرعة المباريات الفردية والزوجية                                                         | تشالا بويوكاكاتشاي بيمرا أوزجن 2–6، 1–6                           | نيجينا أبدوريموفا كسينيا ألكان                  | نيجينا أبدوريموفا تيريزا سميتكوفا           | جوستين أوزجا أمرا ساديكوفيتش آنا فرلجيتش فالنتينا إيفاكنينكو                   |
| 29 أكتوبر | أنطاليا، تركيا ملعب ترابي $10،000 قرعة المباريات الفردية والزوجية                                                               | يوفانا ياكشيتش 7–6(7–3)، 2–6                                      | غانا بوزنيخيرينكو                               | ماريانا زاكارليوك بترا كرجسوفا              | ديانا بوزيان دانييل هارمسن إيرينا ماريا بارا إيوانا لوريدانا روسكا             |
| 29 أكتوبر | أنطاليا، تركيا ملعب ترابي $10،000 قرعة المباريات الفردية والزوجية                                                               | ديانا بوزيان دانييل هارمسن 6–1، 4–6، [3–10]                       | هوليا إيسين لوتفية إيسين                        | ماريانا زاكارليوك بترا كرجسوفا              | ديانا بوزيان دانييل هارمسن إيرينا ماريا بارا إيوانا لوريدانا روسكا             |
| 29 أكتوبر | ستوكهولم، السويد ملعب صلب (indoor) $10،000 قرعة المباريات الفردية والزوجية                                                      | يلينا أوستابينكو 3–6، 1–6                                         | إلين ألجروين                                    | كارولين دانيلز ألينا سيليتش                 | باتريسيا ماريا تيغ ماريا موخ أناستاسيا سايتوفا هيلدا ميلاندر                   |
| 29 أكتوبر | ستوكهولم، السويد ملعب صلب (indoor) $10،000 قرعة المباريات الفردية والزوجية                                                      | هيلدا ميلاندر بولينا ميلوسافليفيتش 6–2، 6–1                       | كارولين دانيلز لورا شايدر                       | كارولين دانيلز ألينا سيليتش                 | باتريسيا ماريا تيغ ماريا موخ أناستاسيا سايتوفا هيلدا ميلاندر                   |
| 29 أكتوبر | قلمرية، البرتغال ملعب صلب $10،000 قرعة المباريات الفردية والزوجية                                                               | كاثينكا فون ديكمان 6–1، 6–3                                       | أليونا بولسوفا                                  | إيفون كافالي ريميرس أوليانا أيزاتولينا      | كيارا ميندو باربارا بونيتش جوزفين بواليم آينهويا أتوتشا غوميز                  |
| 29 أكتوبر | قلمرية، البرتغال ملعب صلب $10،000 قرعة المباريات الفردية والزوجية                                                               | نادزدا غورباتشوفكا يكاتيرينا بوشكاريفا 6–2، 6–3                   | أوليانا أيزاتولينا أليونا بولسوفا               | إيفون كافالي ريميرس أوليانا أيزاتولينا      | كيارا ميندو باربارا بونيتش جوزفين بواليم آينهويا أتوتشا غوميز                  |
| 29 أكتوبر | كويلوتا، تشيلي ملعب ترابي $10،000 قرعة المباريات الفردية والزوجية                                                               | كاميلا سيلفا 7–5، 4–6، 6–1                                        | سيسيليا كوستا ميلغار                            | آنا فيكتوريا جوببي مونلاو إيفانيا مارتينيتش | بربارا مونتييل جودالوب مورينو نعومي توتكا أورنيلا كارون                        |
| 29 أكتوبر | كويلوتا، تشيلي ملعب ترابي $10،000 قرعة المباريات الفردية والزوجية                                                               | سيسيليا كوستا ميلغار كاميلا سيلفا 6–1، 6–1                        | صوفيا ليني بربارا مونتييل                       | آنا فيكتوريا جوببي مونلاو إيفانيا مارتينيتش | بربارا مونتييل جودالوب مورينو نعومي توتكا أورنيلا كارون                        |
| 29 أكتوبر | بنديجو، أستراليا ملعب صلب $25،000 قرعة المباريات الفردية والزوجية                                                               | أرينا روديونوفا 6–4، 7–5                                          | أوليفيا روجوفسكا                                | داريا جافريلوفا أشلي بارتي                  | بوجانا بوبوسيك أليز ليم فيكتوريا راجيسيك ستورم ساندرز                          |
| 29 أكتوبر | بنديجو، أستراليا ملعب صلب $25،000 قرعة المباريات الفردية والزوجية                                                               | أشلي بارتي سالي بيرز 7–6(14–12)، 7–6(7–5)                         | كارا بلاك أرينا روديونوفا                       | داريا جافريلوفا أشلي بارتي                  | بوجانا بوبوسيك أليز ليم فيكتوريا راجيسيك ستورم ساندرز                          |
| 29 أكتوبر | أسونسيون، باراغواي ملعب ترابي $10،000 قرعة المباريات الفردية والزوجية                                                           | إدواردا بياي 6–3، 7–6(8–6)                                        | أندريا بينيتيز                                  | باتريسيا كو فلوريس دايانا نيكرينو           | صوفيا بلانكو كارولينا كوستاماگنا ياسمين گيماريس كاميلا جيانجريكو كامبيز        |
| 29 أكتوبر | أسونسيون، باراغواي ملعب ترابي $10،000 قرعة المباريات الفردية والزوجية                                                           | أناميكا بارگافا سيلفيا كريواكز 6–1، 6–4                           | أندريا بينيتيز راكيل پلتشر                      | باتريسيا كو فلوريس دايانا نيكرينو           | صوفيا بلانكو كارولينا كوستاماگنا ياسمين گيماريس كاميلا جيانجريكو كامبيز        |
| 29 أكتوبر | هيراكليون، اليونان أرضية عشب $10،000 قرعة المباريات الفردية والزوجية                                                            | مانو أركانجيولي 6–1، 6–2                                          | بوريسلافا بوتوشاروفا                            | أنجيليكا موراتيلي رادينا ديميتروفا          | لينا-ماري هوفمان كاميلا روساتيلي أليس سافورتي ليتيسيا سارازين                  |
| 29 أكتوبر | هيراكليون، اليونان أرضية عشب $10،000 قرعة المباريات الفردية والزوجية                                                            | مانو أركانجيولي ليتيسيا سارازين 6–4، 6–4                          | ديسبينا باباميتشايل ديسپبونا فوگاساري           | أنجيليكا موراتيلي رادينا ديميتروفا          | لينا-ماري هوفمان كاميلا روساتيلي أليس سافورتي ليتيسيا سارازين                  |
| 29 أكتوبر | المنستير، تونس ملعب صلب $10،000 قرعة المباريات الفردية والزوجية                                                                 | نيكولا فاجدوفا 6–3، 1–6، 6–3                                      | فيفيان هايسين                                   | ليزان فان ريت فارفارا فلينك                 | جيسيكا جينيير فاليريا بودا أماندين كازو ديانا إيسيفا                           |
| 29 أكتوبر | المنستير، تونس ملعب صلب $10،000 قرعة المباريات الفردية والزوجية                                                                 | فارفارا فلينك جايمي جايل فان دي وال 6–3، 6–2                      | فاليريا بودا ليزان فان ريت                      | ليزان فان ريت فارفارا فلينك                 | جيسيكا جينيير فاليريا بودا أماندين كازو ديانا إيسيفا                           |
| 29 أكتوبر | بوينس آيرس، الأرجنتين ملعب ترابي $25،000 قرعة المباريات الفردية والزوجية                                                        | تيليانا بيريرا 6–1، 6–2                                           | أماندا كاريراس                                  | رالوكا أولارو فلورنسيا مولينيرو             | ماريا إيروغيين ماريا فرناندا ألفاريز تيران تيميا باشينسكي إيفا فرنانديز بروجوز |
| 29 أكتوبر | بوينس آيرس، الأرجنتين ملعب ترابي $25،000 قرعة المباريات الفردية والزوجية                                                        | إيلينا بوغدان رالوكا أولارو 1–6، 6–2، [10–7]                      | ماريا فرناندا ألفاريز تيران ماريا فرناندا ألفيس | رالوكا أولارو فلورنسيا مولينيرو             | ماريا إيروغيين ماريا فرناندا ألفاريز تيران تيميا باشينسكي إيفا فرنانديز بروجوز |
| 29 أكتوبر | نتانيا، إسرائيل ملعب صلب $25،000 قرعة المباريات الفردية والزوجية نسخة محفوظة 2012-10-31 على موقع واي باك مشين.                  | آنا كارولينا شميدلوفا 0–6، 6–3، 6–4                               | ستيفاني فوجت                                    | أرانتشا بارا سانتونجا ديناه بفيزينماير      | إستريلا كابيزا كانديلا ليودميلا كيتشينوك زوزانا لوكناروفا كسينيا كيريلوفا      |
| 29 أكتوبر | نتانيا، إسرائيل ملعب صلب $25،000 قرعة المباريات الفردية والزوجية نسخة محفوظة 2012-10-31 على موقع واي باك مشين.                  | ليودميلا كيتشينوك ناديا كيتشينوك 6–1، 6–4                         | زوزانا لوكناروفا آنا كارولينا شميدلوفا          | أرانتشا بارا سانتونجا ديناه بفيزينماير      | إستريلا كابيزا كانديلا ليودميلا كيتشينوك زوزانا لوكناروفا كسينيا كيريلوفا      |

### نوفمبر
| الأسبوع   | البطولة | الفائزات                                                    | الوصيفات                                 | المتأهلات لنصف النهائي                   | المتأهلات لربع النهائي                                                           |
| --------- | --- | ----------------------------------------------------------- | ---------------------------------------- | ---------------------------------------- | -------------------------------------------------------------------------------- |
| 5 نوفمبر  | بطولة جولدواتر للتنس للسيدات فينيكس، الولايات المتحدة ملعب صلب $75،000 فردي – زوجي                                             | ماديسون كيز 6–3، 7–6(7–1)                                   | ماريا سانشيز                             | غابرييلا دابروفسكي شارون فيشمان          | كاميلا جيورجي ميشيل لارشر دي بريتو ميرجانا لوتشيتش تايلور تاونسند                |
| 5 نوفمبر  | بطولة جولدواتر للتنس للسيدات فينيكس، الولايات المتحدة ملعب صلب $75،000 فردي – زوجي                                             | جاكلين كاكو ناتالي بلوسكوتا 6–3، 2–6، [10–4]                | أوجيني بوشار ألريكك إيكري                | غابرييلا دابروفسكي شارون فيشمان          | كاميلا جيورجي ميشيل لارشر دي بريتو ميرجانا لوتشيتش تايلور تاونسند                |
| 5 نوفمبر  | إكوردرڤيل، فرنسا ملعب صلب (داخلي) $25،000 قرعة المباريات الفردية والزوجية نسخة محفوظة 2012-11-08 على موقع واي باك مشين.        | أليسون فان يوتفانخ 6–1، 3–6، 6–3                            | جولي كوين                                | بيترا سيتكوفسكا ماريا جواو كوهلر         | بترا رامبري ماجدا لينيت إلين بوكينس سيفيرين بلترام                               |
| 5 نوفمبر  | إكوردرڤيل، فرنسا ملعب صلب (داخلي) $25،000 قرعة المباريات الفردية والزوجية نسخة محفوظة 2012-11-08 على موقع واي باك مشين.        | ماجدا لينيت كاتارزينا بيتر 6–4، 7–6(7–4)                    | أمرا ساديكوفيتش آنا فرلجيتش              | بيترا سيتكوفسكا ماريا جواو كوهلر         | بترا رامبري ماجدا لينيت إلين بوكينس سيفيرين بلترام                               |
| 5 نوفمبر  | مينسك، بيلاروسيا ملعب صلب (داخلي) $25،000 قرعة المباريات الفردية والزوجية نسخة محفوظة 2012-11-01 على موقع واي باك مشين.        | أليكساندرا ساسنوفيتش 6–0، 7–6(7–4)                          | ليودميلا كيتشينوك                        | كاتيرينا كوزلوفا آنا دانيلينا            | بيمرا أوزجن إيكاترينا دزيهاليفيتش مارغريتا جاسباريان بولا كانيا                  |
| 5 نوفمبر  | مينسك، بيلاروسيا ملعب صلب (داخلي) $25،000 قرعة المباريات الفردية والزوجية نسخة محفوظة 2012-11-01 على موقع واي باك مشين.        | إيكاترينا دزيهاليفيتش أليكساندرا ساسنوفيتش 1–6، 6–2، [10–3] | ليودميلا كيتشينوك نادييا كيتشينوك        | كاتيرينا كوزلوفا آنا دانيلينا            | بيمرا أوزجن إيكاترينا دزيهاليفيتش مارغريتا جاسباريان بولا كانيا                  |
| 5 نوفمبر  | بينايكارلو، إسبانيا ملعب ترابي $25،000 قرعة المباريات الفردية والزوجية نسخة محفوظة 2012-11-01 على موقع واي باك مشين.           | لورا بوس تيو 6–4، 6–1                                       | ديناه بفيزينماير                         | كارين كناب إستريلا كابيزا كانديلا        | كوني بيرين ريتشل هوجينكامب إيفا ميكوفيتش آنه شيفر                                |
| 5 نوفمبر  | بينايكارلو، إسبانيا ملعب ترابي $25،000 قرعة المباريات الفردية والزوجية نسخة محفوظة 2012-11-01 على موقع واي باك مشين.           | كوني بيرين ماشا زيك بشكيريتش 6–4، 6–3                       | أندريا غاميز بياتريس غارسيا فيداجاني     | كارين كناب إستريلا كابيزا كانديلا        | كوني بيرين ريتشل هوجينكامب إيفا ميكوفيتش آنه شيفر                                |
| 5 نوفمبر  | أسونسيون، باراغواي ملعب ترابي $25،000 قرعة المباريات الفردية والزوجية نسخة محفوظة 2012-11-01 على موقع واي باك مشين.            | فيرونيكا سبيد رويج 5–7، 7–6(9–7)، 6–2                       | رالوكا أولارو                            | فرناندا بريتو تيليانا بيريرا             | كاميلا جيانجريكو كامبيز شانيل سيموندز فلورنسيا مولينيرو باولا كريستينا غونسالفيس |
| 5 نوفمبر  | أسونسيون، باراغواي ملعب ترابي $25،000 قرعة المباريات الفردية والزوجية نسخة محفوظة 2012-11-01 على موقع واي باك مشين.            | ماريا فرناندا ألفاريز تيران شانيل سيموندز 4–6، 6–3، [10–5]  | أناميكا بارجافا سيلفيا كريواكز           | فرناندا بريتو تيليانا بيريرا             | كاميلا جيانجريكو كامبيز شانيل سيموندز فلورنسيا مولينيرو باولا كريستينا غونسالفيس |
| 5 نوفمبر  | سلسلة إيجون الاحترافية في لوفبرا لوفبرا، بريطانيا العظمى ملعب صلب (داخلي) $10،000 فردي – زوجي                                  | ريناتا فوراكوفا 7–5، 6–7(6–8)، 6–3                          | جوليا كيميلمان                           | آنا بوغدان كويريني ليموين                | جيد ويندلي جايد شويلنك فرانسيسكا ستيفنسون كاتي بولتر                             |
| 5 نوفمبر  | سلسلة إيجون الاحترافية في لوفبرا لوفبرا، بريطانيا العظمى ملعب صلب (داخلي) $10،000 فردي – زوجي                                  | آنا فيتزباتريك جيد ويندلي 6–2، 6–2                          | كارين باربات لارا ميشيل                  | آنا بوغدان كويريني ليموين                | جيد ويندلي جايد شويلنك فرانسيسكا ستيفنسون كاتي بولتر                             |
| 5 نوفمبر  | أنطاليا، تركيا ملعب ترابي $10،000 قرعة المباريات الفردية والزوجية                                                              | يوفانا ياكشيتش 6–3، 6–1                                     | آنا كونجوه                               | دانييل هارمسين مارتينا كاريغارو          | غانا بوزنيخرينكو سيندي برغر إيفون نويورث أنيزي زوكيني                            |
| 5 نوفمبر  | أنطاليا، تركيا ملعب ترابي $10،000 قرعة المباريات الفردية والزوجية                                                              | آجنيس بوكاتا بترا كرجسوفا انسحاب                            | ديانا بوزيان دانييل هارمسين              | دانييل هارمسين مارتينا كاريغارو          | غانا بوزنيخرينكو سيندي برغر إيفون نويورث أنيزي زوكيني                            |
| 5 نوفمبر  | هيراكليون، اليونان سجاد $10،000 قرعة المباريات الفردية والزوجية                                                                | باشاك إرايدن 6–4، 6–0                                       | لينا-ماري هوفمان                         | زوزانا ماسييفسكا بوريسلافا بوتوشاروفا    | مارينا كاتشار تمارا تشروفيتش أنجيليكا موراتيلي ديسبينا فوغاساري                  |
| 5 نوفمبر  | هيراكليون، اليونان سجاد $10،000 قرعة المباريات الفردية والزوجية                                                                | باشاك إرايدن آبي مايرز 6–0، 6–1                             | بوريسلافا بوتوشاروفا فيفيان زلاتانوفا    | زوزانا ماسييفسكا بوريسلافا بوتوشاروفا    | مارينا كاتشار تمارا تشروفيتش أنجيليكا موراتيلي ديسبينا فوغاساري                  |
| 5 نوفمبر  | غيمارايش، البرتغال ملعب صلب $10،000 قرعة المباريات الفردية والزوجية                                                            | ليا تولي 6–3، 6–1                                           | إستيل كاسينو                             | كيارا ميندو كارمن لوبيز رويدا            | باربارا لوز كاثينكا فون ديكمان جايد سوفريان أرابيلا فرنانديز رابنر               |
| 5 نوفمبر  | غيمارايش، البرتغال ملعب صلب $10،000 قرعة المباريات الفردية والزوجية                                                            | مارجريدا مورا جوانا فالي كوستا 7–5، 3–6، [10–7]             | ستيفاني ستمير كاثينكا فون ديكمان         | كيارا ميندو كارمن لوبيز رويدا            | باربارا لوز كاثينكا فون ديكمان جايد سوفريان أرابيلا فرنانديز رابنر               |
| 12 نوفمبر | زوادا، بولندا أرضية عشبية (داخلية) 25٬000 دولار قرعة المباريات الفردية والزوجية نسخة محفوظة 2012-11-17 على موقع واي باك مشين.  | كارولينا بلسكوفا 6–3، 6–2                                   | آنا فرلجيتش                              | بولينا بيخوفا باولا كانيا                | كورينا دينتوني جاسمينا تينجيتش ساندرا زاهلافوفا كاتارزينا بيتر                   |
| 12 نوفمبر | زوادا، بولندا أرضية عشبية (داخلية) 25٬000 دولار قرعة المباريات الفردية والزوجية نسخة محفوظة 2012-11-17 على موقع واي باك مشين.  | كارولينا بلسكوفا كريستينا بليسكوفا 6–3، 6–1                 | كريستينا بارويس ساندرا كليمينشيتس        | بولينا بيخوفا باولا كانيا                | كورينا دينتوني جاسمينا تينجيتش ساندرا زاهلافوفا كاتارزينا بيتر                   |
| 12 نوفمبر | هلسنكي، فنلندا أرضية عشبية (داخلية) 25٬000 دولار قرعة المباريات الفردية والزوجية نسخة محفوظة 2012-11-17 على موقع واي باك مشين. | أمرا ساديكوفيتش 6–4، 6–0                                    | آنا كارولينا شميدلوفا                    | أن صوفي ميستاتش كسينيا ليكينا            | أنيت كونتافيت زوزانا لوكناروفا أرانتشا بارا سانتونجا ديناه بفيزينماير            |
| 12 نوفمبر | هلسنكي، فنلندا أرضية عشبية (داخلية) 25٬000 دولار قرعة المباريات الفردية والزوجية نسخة محفوظة 2012-11-17 على موقع واي باك مشين. | ليودميلا كيتشينوك نادييا كيتشينوك 6–3، 6–3                  | إيرينا بورياتشوك فاليريا سولوفييفا       | أن صوفي ميستاتش كسينيا ليكينا            | أنيت كونتافيت زوزانا لوكناروفا أرانتشا بارا سانتونجا ديناه بفيزينماير            |
| 12 نوفمبر | إدجباستون، المملكة المتحدة ملعب صلب (indoor) $10،000 قرعة المباريات الفردية والزوجية                                           | ريناتا فوراكوفا 6–4، 6–2                                    | هارييت دارت                              | جيد ويندلي توري كينارد                   | شانتال شكاملوفا مارينا ميلنيكوفا كارولين دانيلز آنا بروغان                       |
| 12 نوفمبر | إدجباستون، المملكة المتحدة ملعب صلب (indoor) $10،000 قرعة المباريات الفردية والزوجية                                           | آنا فيتزباتريك جيد ويندلي 6–2، 6–3                          | مارتينا كوبيتشكوفا شانتال شكاملوفا       | جيد ويندلي توري كينارد                   | شانتال شكاملوفا مارينا ميلنيكوفا كارولين دانيلز آنا بروغان                       |
| 12 نوفمبر | أنطاليا، تركيا ملعب ترابي $10،000 قرعة المباريات الفردية والزوجية                                                              | آغنيس بوكتا 6–2، 5–7، 6–3                                   | لورا-إيوانا أندريه                       | أمينات كوشخوفا آنا كونجوه                | هوليا إيسن رالوكا إيلينا بلاتون باتريسيا ماريا تيغ يوفانا جاكشيتش                |
| 12 نوفمبر | أنطاليا، تركيا ملعب ترابي $10،000 قرعة المباريات الفردية والزوجية                                                              | لورا-إيونا أندري رالوكا إيلينا بلاتون 6–4، 3–6، [10–7]      | هوليا إيسن لوطفيه إيسن                   | أمينات كوشخوفا آنا كونجوه                | هوليا إيسن رالوكا إيلينا بلاتون باتريسيا ماريا تيغ يوفانا جاكشيتش                |
| 12 نوفمبر | هيراكليون، اليونان سجاد $10،000 قرعة المباريات الفردية والزوجية                                                                | مانو أركانجيولي 7–6(9–7)، 6–3                               | إيمان مايلي كوخر                         | باشاك إرايدن لينا-ماري هوفمان            | كورينا ياجر فالنتيني جراماتيكوبولو مارينا كاتشار تمارا تشروفيتش                  |
| 12 نوفمبر | هيراكليون، اليونان سجاد $10،000 قرعة المباريات الفردية والزوجية                                                                | باشاك إرايدن آبي مايرز 6–4، 6–4                             | تمارا تشروفيتش يانا سيزيكوفا             | باشاك إرايدن لينا-ماري هوفمان            | كورينا ياجر فالنتيني جراماتيكوبولو مارينا كاتشار تمارا تشروفيتش                  |
| 19 نوفمبر | تحديدنلوب العالمي تويوتا، اليابان سجادة (داخلية) $75،000+H الفردي – الزوجي                                                     | ستيفاني فوجيلي 7–6(3–7)، 6–4                                | كيميكو داتي-كروم                         | تامارين تاناسوجارن سامانثا موراي         | كاسي ديلاكوا أشلي بارتي كرامي نارا نودنيدا لوانجنام                              |
| 19 نوفمبر | تحديدنلوب العالمي تويوتا، اليابان سجادة (داخلية) $75،000+H الفردي – الزوجي                                                     | أشلي بارتي كاسي ديلاكوا 6–1، 6–2                            | ميكي ميامرا فاراتشايا وونجتينتشاي        | تامارين تاناسوجارن سامانثا موراي         | كاسي ديلاكوا أشلي بارتي كرامي نارا نودنيدا لوانجنام                              |
| 19 نوفمبر | فندرينا، جمهورية التشيك ملعب صلب (داخلية) $15،000 قرعة المباريات الفردية والزوجية                                              | ساندرا زاهلافوفا 7–6(1–7)، 6–0                              | ريناتا فوراكوفا                          | تيريزا سميتكوفا Jesika Malečková         | بترا كرجسوفا Eva Rutarová لينكا جريكوفا Pernilla Mendesová                       |
| 19 نوفمبر | فندرينا، جمهورية التشيك ملعب صلب (داخلية) $15،000 قرعة المباريات الفردية والزوجية                                              | Jesika Malečková Kateřina Vaňková 7–6(2–7)، 6–2             | Martina Kubičíková تيريزا سميتكوفا       | تيريزا سميتكوفا Jesika Malečková         | بترا كرجسوفا Eva Rutarová لينكا جريكوفا Pernilla Mendesová                       |
| 19 نوفمبر | لا فال د'أويتشو، إسبانيا ملعب ترابي $10،000 قرعة المباريات الفردية والزوجية                                                    | سارا سوريبس تورمو 6–1، 6–1                                  | أولجا سايز لارا                          | يانا سيزيكوفا جوليا سوساريلو             | كارولينا براتس مييان جيد ويندلي إيفون كافايي ريميرز أرابيلا فرنانديز رابنر       |
| 19 نوفمبر | لا فال د'أويتشو، إسبانيا ملعب ترابي $10،000 قرعة المباريات الفردية والزوجية                                                    | يانا سيزيكوفا جيد ويندلي 6–4، 6–3                           | كاثارينا نيجرين كسينيا شاريفا            | يانا سيزيكوفا جوليا سوساريلو             | كارولينا براتس مييان جيد ويندلي إيفون كافايي ريميرز أرابيلا فرنانديز رابنر       |
| 19 نوفمبر | أنطاليا، تركيا ملعب ترابي $10،000 قرعة المباريات الفردية والزوجية                                                              | يوفانا ياتشيتش 6–2، 6–0                                     | لورا-إيونا أندري                         | فيكتوريا توموفا ناتاليا كوستيتش          | أناستازيا فدوفينكو ناتيا جيجيا جوليا ستماتوفا إليزابيث فورنييه                   |
| 19 نوفمبر | أنطاليا، تركيا ملعب ترابي $10،000 قرعة المباريات الفردية والزوجية                                                              | إلينا-تيودورا كادار ناتاليا كوستيتش 6–2، 6–4                | جورجيا بريشيا تيريزا كلاينشتوبير         | فيكتوريا توموفا ناتاليا كوستيتش          | أناستازيا فدوفينكو ناتيا جيجيا جوليا ستماتوفا إليزابيث فورنييه                   |
| 19 نوفمبر | بارانكيا، كولومبيا ملعب ترابي $10،000 قرعة المباريات الفردية والزوجية                                                          | أندريا كوخ بنفنوتو 7–6(7–4)، 6–0                            | كارولينا نواك                            | إنغريد فارغاس كالفو ناديا إتشيفيريا ألام | فيرونيكا كورنينغ نعومي توتكا ليبي ماما بلير شانكل                                |
| 19 نوفمبر | بارانكيا، كولومبيا ملعب ترابي $10،000 قرعة المباريات الفردية والزوجية                                                          | ناديا إتشيفيريا ألام بلير شانكل 7–5، 7–6(7–1)               | ماريا بولينا بيريز باولا أندريا بيريز    | إنغريد فارغاس كالفو ناديا إتشيفيريا ألام | فيرونيكا كورنينغ نعومي توتكا ليبي ماما بلير شانكل                                |
| 19 نوفمبر | تيموكو، تشيلي ملعب ترابي $10،000 قرعة المباريات الفردية والزوجية                                                               | فينيسا فورلانيتو 6–3، 1–0، انسحاب                           | ماريا فرناندا ألفاريز تيران              | آنا صوفيا سانشيز كارلا فورت              | دانييلا سيغيل كارولينا زيبالوس كارلا لوسيرو كاميلا جيانجريكو كامبيز              |
| 19 نوفمبر | تيموكو، تشيلي ملعب ترابي $10،000 قرعة المباريات الفردية والزوجية                                                               | فيكتوريا بوثيو دانييلا سيغيل 6–4، 6–2                       | ساتشي إيشيزو دانييلا شيبيرس              | آنا صوفيا سانشيز كارلا فورت              | دانييلا سيغيل كارولينا زيبالوس كارلا لوسيرو كاميلا جيانجريكو كامبيز              |
| 26 نوفمبر | أنطاليا، تركيا ملعب ترابي $10،000 قرعة المباريات الفردية والزوجية                                                              | ماري بينوا 6–3، 6–2                                         | لورا-إيانا أندري                         | كاثينكا فون ديكمان فيكتوريا توموفا       | أمينات كوشخوفا تمارا تشروفيتش صوفيا كفاتسابايا آنا بوغدان                        |
| 26 نوفمبر | أنطاليا، تركيا ملعب ترابي $10،000 قرعة المباريات الفردية والزوجية                                                              | يوجينيا باشكوفا أناستاسيا فاسيليفا 4–6، 6–3، [10–2]         | لورا-إيانا أندري جانينا تولين            | كاثينكا فون ديكمان فيكتوريا توموفا       | أمينات كوشخوفا تمارا تشروفيتش صوفيا كفاتسابايا آنا بوغدان                        |
| 26 نوفمبر | بانكوك، تايلاند ملعب صلب $10،000 قرعة المباريات الفردية والزوجية                                                               | وانغ كيانغ 6–2، 6–1                                         | نونجنادا واناسوك                         | لي يي را جينين برينتنر                   | كيم نا ري تيريزا ماليكوفا كاتارينا لينرت فنيز تشان                               |
| 26 نوفمبر | بانكوك، تايلاند ملعب صلب $10،000 قرعة المباريات الفردية والزوجية                                                               | كيم نا ري لي يي را 6–1، 4–6، [10–7]                         | ناباتساكورن سانكايو يانغ تشيا-هسيين      | لي يي را جينين برينتنر                   | كيم نا ري تيريزا ماليكوفا كاتارينا لينرت فنيز تشان                               |
| 26 نوفمبر | تحدي الحبتور للتنس دبي، الإمارات العربية المتحدة ملعب صلب $75،000 فردي – زوجي                                                  | كيميكو داتي-كروم 6–1، 3–6، 6–4                              | يوليا بوتنتسيفا                          | تشو يمياو كريستينا بليسكوفا              | كرامي نارا كارولينا بلسكوفا نينا براتشيكوفا يلينا سفيتولينا                      |
| 26 نوفمبر | تحدي الحبتور للتنس دبي، الإمارات العربية المتحدة ملعب صلب $75،000 فردي – زوجي                                                  | ماريا إلينا كاميرين فيرا داشفينا 7–5، 6–3                   | إيفا هردينوفا كارولينا بلسكوفا           | تشو يمياو كريستينا بليسكوفا              | كرامي نارا كارولينا بلسكوفا نينا براتشيكوفا يلينا سفيتولينا                      |
| 26 نوفمبر | كلكتا، الهند ملعب صلب $10،000 قرعة المباريات الفردية والزوجية                                                                  | كاثرين آيب 2–6، 6–3، 6–3                                    | ريشيكا سانكارا                           | شويتا رانا برارتانا تومباري              | إيتي ماهيتا أنكيتا راينا بريرنا بامبري روتوجا بسالي                              |
| 26 نوفمبر | كلكتا، الهند ملعب صلب $10،000 قرعة المباريات الفردية والزوجية                                                                  | ارانشا أندرايدىي كيرا شروف 6–4، 6–4                         | روتوجا بسالي ريشيكا سانكارا              | شويتا رانا برارتانا تومباري              | إيتي ماهيتا أنكيتا راينا بريرنا بامبري روتوجا بسالي                              |
| 26 نوفمبر | سانتياغو، تشيلي ملعب ترابي $25،000 قرعة المباريات الفردية والزوجية نسخة محفوظة 2012-11-30 على موقع واي باك مشين.               | باولا كريستينا غونسالفيس 0–6، 6–3، 6–4                      | جوليا كوهين                              | ماريا إيروغيين فيرونيكا سبيد رويج        | آنه شيفر آنا-كلارا دوارتي كاتالينا بيلا ماكارينا أوليفاريس لوبيز                 |
| 26 نوفمبر | سانتياغو، تشيلي ملعب ترابي $25،000 قرعة المباريات الفردية والزوجية نسخة محفوظة 2012-11-30 على موقع واي باك مشين.               | ميلين أرويو ماريا إيروغيين 6–4، 6–2                         | باولا كريستينا غونسالفيس روكسان فيسمبيرج | ماريا إيروغيين فيرونيكا سبيد رويج        | آنه شيفر آنا-كلارا دوارتي كاتالينا بيلا ماكارينا أوليفاريس لوبيز                 |
| 26 نوفمبر | جاكرتا، إندونيسيا ملعب صلب $10،000 قرعة المباريات الفردية والزوجية                                                             | خوان تينغ-فاي 6–3، 6–2                                      | شو تشينغ ون                              | أيو فاني دامايانتي أكاري إينووي          | يومي ميازاكي يومي ناكانو فوني دارلينا لي سو-را                                   |
| 26 نوفمبر | جاكرتا، إندونيسيا ملعب صلب $10،000 قرعة المباريات الفردية والزوجية                                                             | تشوي جي-هي أكاري إينووي 6–3، 6–4                            | خوان تينغ-فاي يوكا هيغوتشي               | أيو فاني دامايانتي أكاري إينووي          | يومي ميازاكي يومي ناكانو فوني دارلينا لي سو-را                                   |

### ديسمبر
| الأسبوع   | البطولة | الفائزات                                                                    | الوصيفات                                | المتأهلات لنصف النهائي                                        | المتأهلات لربع النهائي                                                                                                  |
| --------- | --- | --------------------------------------------------------------------------- | --------------------------------------- | ------------------------------------------------------------- | --- |
| 3 ديسمبر  | أنطاليا، تركيا ملعب ترابي $10،000 قرعة المباريات الفردية والزوجية                                          | دينيسا أليرتوفا 5–7، 7–5، 6–1                                               | ناتاليا كوستيتش                         | ماري بينوا إلين ألجروين                                       | أناستاسيا فاسيليفا إلكا كسوريجي كلوتيلد دي برناردي إيوانا لوريدانا روسكا                                                |
| 3 ديسمبر  | أنطاليا، تركيا ملعب ترابي $10،000 قرعة المباريات الفردية والزوجية                                          | يوليا كالابينا سفياتلانا بيرا جنكا 6–3، 7–5                                 | مانو أركانجيولي ليتيسيا سارازين         | ماري بينوا إلين ألجروين                                       | أناستاسيا فاسيليفا إلكا كسوريجي كلوتيلد دي برناردي إيوانا لوريدانا روسكا                                                |
| 3 ديسمبر  | بانكوك، تايلاند ملعب صلب $10،000 قرعة المباريات الفردية والزوجية                                           | وانغ كيانغ 4–6، 6–3، 6–4                                                    | وين شين                                 | لي يي را شيهو أكيتا                                           | ألكسندرا كوراشفيلي تانغ هوتشين نونجنادا واناسوك وانغ يافان                                                              |
| 3 ديسمبر  | بانكوك، تايلاند ملعب صلب $10،000 قرعة المباريات الفردية والزوجية                                           | وانغ يافان وين شين 7–5، 7–5                                                 | كيم نا ري لي يي را                      | لي يي را شيهو أكيتا                                           | ألكسندرا كوراشفيلي تانغ هوتشين نونجنادا واناسوك وانغ يافان                                                              |
| 3 ديسمبر  | بوتشيفستروم، جنوب أفريقيا ملعب صلب $10،000 قرعة المباريات الفردية والزوجية                                 | شانيل سيموندز 6–1، 6–4                                                      | كيرين شلومو                             | زاراه رازافيمهاتراترا لين كيرو                                | إستيل كاسينو فانجا كلاريتش لي أور ليا ثولاي                                                                             |
| 3 ديسمبر  | بوتشيفستروم، جنوب أفريقيا ملعب صلب $10،000 قرعة المباريات الفردية والزوجية                                 | كيم جراجديك كيرين شلومو 2–6، 6–4، [10–8]                                    | لين كيرو زاراه رازافيمهاتراترا          | زاراه رازافيمهاتراترا لين كيرو                                | إستيل كاسينو فانجا كلاريتش لي أور ليا ثولاي                                                                             |
| 3 ديسمبر  | جاكرتا، إندونيسيا ملعب صلب $10،000 قرعة المباريات الفردية والزوجية                                         | لو جياجينغ 1–6، 6–4، 7–5                                                    | أيو فاني دامايانتي                      | يوكا هيغوتشي أكاري إينو                                       | يومي ميازاكي لافينيا تانانتا شو تشينغ ون يومي ناكانو                                                                    |
| 3 ديسمبر  | جاكرتا، إندونيسيا ملعب صلب $10،000 قرعة المباريات الفردية والزوجية                                         | أيو فاني دامايانتي لافينيا تانانتا 6–3، 6–7(9–11)، [10–6]                   | لو جياجينغ لو جياشيانغ                  | يوكا هيغوتشي أكاري إينو                                       | يومي ميازاكي لافينيا تانانتا شو تشينغ ون يومي ناكانو                                                                    |
| 10 ديسمبر | أنطاليا، تركيا ملعب ترابي $10،000 قرعة المباريات الفردية والزوجية                                          | فيكتوريا كان 6–3، 7–5                                                       | أناستاسيا فاسيليفا                      | إيرينا رامياليسون إيوانا لوريدانا روسكا                       | دريا ميرونوفا تمارا بيجوكوفا كاترينا كرامبروفا كسينيا ألكان                                                             |
| 10 ديسمبر | أنطاليا، تركيا ملعب ترابي $10،000 قرعة المباريات الفردية والزوجية                                          | جوستين دي ساتر كاترينا ستيوارت 7–5، 6–4                                     | إيرينا ماريا بارا إيوانا لوريدانا روسكا | إيرينا رامياليسون إيوانا لوريدانا روسكا                       | دريا ميرونوفا تمارا بيجوكوفا كاترينا كرامبروفا كسينيا ألكان                                                             |
| 10 ديسمبر | بانكوك، تايلاند ملعب صلب $10،000 قرعة المباريات الفردية والزوجية                                           | نونجنادا واناسوك 6–3، 6–1                                                   | وانغ يافان                              | دينيز خازانيوك ألكسندرا كوراشفيلي                             | مانا أيواكاوا كاتارينا لينهرت وو هو-تشينغ فنيز تشان                                                                     |
| 10 ديسمبر | بانكوك، تايلاند ملعب صلب $10،000 قرعة المباريات الفردية والزوجية                                           | وانغ يافان ون شين 6–0، 6–3                                                  | هوينه فونغ داي ترونغ لي يي هونغ         | دينيز خازانيوك ألكسندرا كوراشفيلي                             | مانا أيواكاوا كاتارينا لينهرت وو هو-تشينغ فنيز تشان                                                                     |
| 10 ديسمبر | جيبوتي، جيبوتي ملعب صلب $10،000 قرعة المباريات الفردية والزوجية                                            | يانا سيزيكوفا 6–2، 4–6، 6–4                                                 | آنا فلوريس                              | ميلاني كلافنير أنيتا هوساريك                                  | شويتا رانا كلوي باكيوت أماندين هيس مارغريتا لازاريفا                                                                    |
| 10 ديسمبر | جيبوتي، جيبوتي ملعب صلب $10،000 قرعة المباريات الفردية والزوجية                                            | ديانا بوجولي يانا سيزيكوفا 6–3، 3–6، [10–8]                                 | أماندين هيس كلوي باكيوت                 | ميلاني كلافنير أنيتا هوساريك                                  | شويتا رانا كلوي باكيوت أماندين هيس مارغريتا لازاريفا                                                                    |
| 10 ديسمبر | بوتشيفستروم، جنوب أفريقيا ملعب صلب $10،000 قرعة المباريات الفردية والزوجية                                 | زارا رافيماتراترا 7–6(7–5)، 6–0                                             | إستيل كاسينو                            | قالب:بيانات بلد جمهورية جنوب إفريقيا إيلزي هاتينغ ستيفاني كنت | قالب:بيانات بلد جمهورية جنوب إفريقيا شانيل سيموندز ليا ثولي فاليريا بهونو قالب:بيانات بلد جمهورية جنوب إفريقيا لين كيرو |
| 10 ديسمبر | بوتشيفستروم، جنوب أفريقيا ملعب صلب $10،000 قرعة المباريات الفردية والزوجية                                 | قالب:بيانات بلد جمهورية جنوب إفريقيا لين كيرو زارا رازافيمهاتراترا الانسحاب | كيم جراجديك كيرين شلومو                 | قالب:بيانات بلد جمهورية جنوب إفريقيا إيلزي هاتينغ ستيفاني كنت | قالب:بيانات بلد جمهورية جنوب إفريقيا شانيل سيموندز ليا ثولي فاليريا بهونو قالب:بيانات بلد جمهورية جنوب إفريقيا لين كيرو |
| 17 ديسمبر | أنطاليا، تركيا ملعب ترابي $10٬000 قرعة المباريات الفردية والزوجية                                          | إيرينا رامياليسون 6–1، 2–6، 6–0                                             | إيزابيلا شنيكوفا                        | مانو أركانجيولي فيكتوريا كان                                  | تامارا بيزهوكوفا هوليا إيسين كاترينا ستيوارت كلوتيلد دي برناردي                                                         |
| 17 ديسمبر | أنطاليا، تركيا ملعب ترابي $10٬000 قرعة المباريات الفردية والزوجية                                          | أناستازيا جريمالسكا جوليا ستاماتوفا 6–2، 3–6، [10–8]                        | جوستين دي سوتر كاترينا ستيوارت          | مانو أركانجيولي فيكتوريا كان                                  | تامارا بيزهوكوفا هوليا إيسين كاترينا ستيوارت كلوتيلد دي برناردي                                                         |
| 17 ديسمبر | بطولة أنقرة أنقرة، تركيا ملعب صلب (indoor) $50٬000 Singles – Doubles                                       | آنا سافيتش 5–7، 6–3، 6–4                                                    | مونيكا بويغ                             | مارتا سيروتكينا ألكسندرا كرونتش                               | ماندي مينلا دانكا كوفينتش مارجاريتا جاسباريان أكجول أمانمورادوف                                                         |
| 17 ديسمبر | بطولة أنقرة أنقرة، تركيا ملعب صلب (indoor) $50٬000 Singles – Doubles                                       | ماجدا لينيت كاتارزينا بيتر 6–2، 6–2                                         | إيرينا بورياتشوك فاليريا سولوفيفا       | مارتا سيروتكينا ألكسندرا كرونتش                               | ماندي مينلا دانكا كوفينتش مارجاريتا جاسباريان أكجول أمانمورادوف                                                         |
| 17 ديسمبر | جيبوتي، جيبوتي ملعب صلب $10٬000 قرعة المباريات الفردية والزوجية                                            | ميلاني كلافنير 4–6، 5–7، 2–6                                                | أماندين هيس                             | آنا فلوريس مارجريتا لازاريفا                                  | شويتا رنا كلوي باكيوت يانا سيزيكوفا ديانا بوجولي                                                                        |
| 17 ديسمبر | جيبوتي، جيبوتي ملعب صلب $10٬000 قرعة المباريات الفردية والزوجية                                            | ديانا بوجولي يانا سيزيكوفا 5–7، 4–6، [4–10]                                 | أماندين هيس كلوي باكيوت                 | آنا فلوريس مارجريتا لازاريفا                                  | شويتا رنا كلوي باكيوت يانا سيزيكوفا ديانا بوجولي                                                                        |
| 24 ديسمبر | إسطنبول، تركيا ملعب صلب (indoor) $10،000 قرعة المباريات الفردية والزوجية                                   | إيزابيلا شنيكوفا 6–4، 6–2                                                   | ايبك سويلو                              | هوليا إيسن بوريسلافا بوتوشاروفا                               | ساندرا هونيجوفا بولينا ليكينا صوفيا كفاتسابايا إري هوزمي                                                                |
| 24 ديسمبر | إسطنبول، تركيا ملعب صلب (indoor) $10،000 قرعة المباريات الفردية والزوجية                                   | ليدزيا ماروزافا إيكاترينا ياشينا 6–3، 6–2                                   | إيكاترين جورجودزي صوفيا كفاتسابايا      | هوليا إيسن بوريسلافا بوتوشاروفا                               | ساندرا هونيجوفا بولينا ليكينا صوفيا كفاتسابايا إري هوزمي                                                                |
| 24 ديسمبر | سانت بطرسبرغ، روسيا Carpet (indoor) $10،000 قرعة المباريات الفردية والزوجية                                | ريجينا كولكوفا 6–0، 5–7، 6–4                                                | أناستاسيا فاسيليفا                      | يوليا كالابينا ألينا سيليتش                                   | إيكاترينا دزيهاليفيتش غانا بيفين كسينيا كيريلوفا أناستازيا فرولوفا                                                      |
| 24 ديسمبر | سانت بطرسبرغ، روسيا Carpet (indoor) $10،000 قرعة المباريات الفردية والزوجية                                | ألكسندرا أرتامونوفا إيكاترينا دزيهاليفيتش 6–0، 6–2                          | يوليا كالابينا أناستاسيا فاسيليفا       | يوليا كالابينا ألينا سيليتش                                   | إيكاترينا دزيهاليفيتش غانا بيفين كسينيا كيريلوفا أناستازيا فرولوفا                                                      |
| 24 ديسمبر | بونه، الهند ملعب صلب $25،000 قرعة المباريات الفردية والزوجية نسخة محفوظة 2012-12-28 على موقع واي باك مشين. | تادجا ماجريتش 6–2، 6–4                                                      | باشاك إرايدن                            | نينا براتشيكوفا كيرين شلومو                                   | نوبون ليرتشيواكارن سان شنجنان لو جياجينغ كرمن إيلونا                                                                    |
| 24 ديسمبر | بونه، الهند ملعب صلب $25،000 قرعة المباريات الفردية والزوجية نسخة محفوظة 2012-12-28 على موقع واي باك مشين. | تادجا ماجريتش كوني بيرين 3–6، 7–5، [10–6]                                   | لو جياجينغ ليا جيانغشيانغ               | نينا براتشيكوفا كيرين شلومو                                   | نوبون ليرتشيواكارن سان شنجنان لو جياجينغ كرمن إيلونا                                                                    |

## الروابط الخارجية
- "10،600 لاعبة، 1135 حدثًا: جولة الاتحاد الدولي لكرة المضرب العالمية للسيدات لعام 2023 بالأرقام". الاتحاد الدولي لكرة المضرب. اطلع عليه بتاريخ 2024-01-02.
- "أجندة جولة الاتحاد الدولي لكرة المضرب العالمية للسيدات". الاتحاد الدولي لكرة المضرب. اطلع عليه بتاريخ 2024-01-02.
- الاتحاد الدولي لكرة المضرب